# Liga okręgowa województwa rzeszowskiego w piłce nożnej
Liga okręgowa województwa rzeszowskiego w piłce nożnej w okresie PRL stanowiła element trzeciego poziomu rozgrywkowego, a od 1966 element czwartego poziomu rozgrywkowego.
Zgodnie z uchwałą zjazdu PZPN w kwietniu 1971 liga okręgowa została przemianowana na klasę okręgową.

## Triumfatorzy
- 1953: GWKS Rzeszów[2][3][4]
- 1954: Włókniarz Krosno[4]
- 1955: Stal Mielec[4]
- 1956: Stal Rzeszów[4]
- 1957: Legia Krosno[4]
- 1958: Walter Rzeszów[4]
- 1959: Stal Stalowa Wola[4]
- 1960: Resovia[4]
- 1961: Stal Stalowa Wola[4]
- 1961/1962: Stal Stalowa Wola[4]
- 1962/1963: Wisłoka Dębica[4]
- 1963/1964: Resovia[4]
- 1964/1965: Karpaty Krosno[5]
- 1965/1966: Stal Stalowa Wola[6]
- 1966/1967: Wisłoka Dębica[7]
- 1967/1968: Stal Stalowa Wola[8]
- 1968/1969: Walter Rzeszów[9]
- 1969/1970: Stal Stalowa Wola[10]
- 1970/1971: Karpaty Krosno[11]
- 1971/1972: Siarka Tarnobrzeg[12]
- 1972/1973: Walter Rzeszów[13]
- 1973/1974: Siarka Tarnobrzeg[14]